# Hedrotkrypare
Hedrotkrypare (Diastictus vulneratus) är en skalbaggsart som beskrevs av Sturm 1805. Enligt Catalogue of Life ingår hedrotkrypare i släktet Diastictus och familjen Aphodiidae, men enligt Dyntaxa är tillhörigheten istället släktet Diastictus och familjen bladhorningar. Enligt den svenska rödlistan är arten nära hotad i Sverige. Arten förekommer i Götaland, Gotland och Öland. Artens livsmiljö är jordbrukslandskap, havsstränder, stadsmiljö. Inga underarter finns listade i Catalogue of Life.

## Bildgalleri

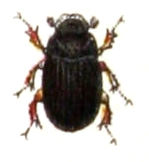
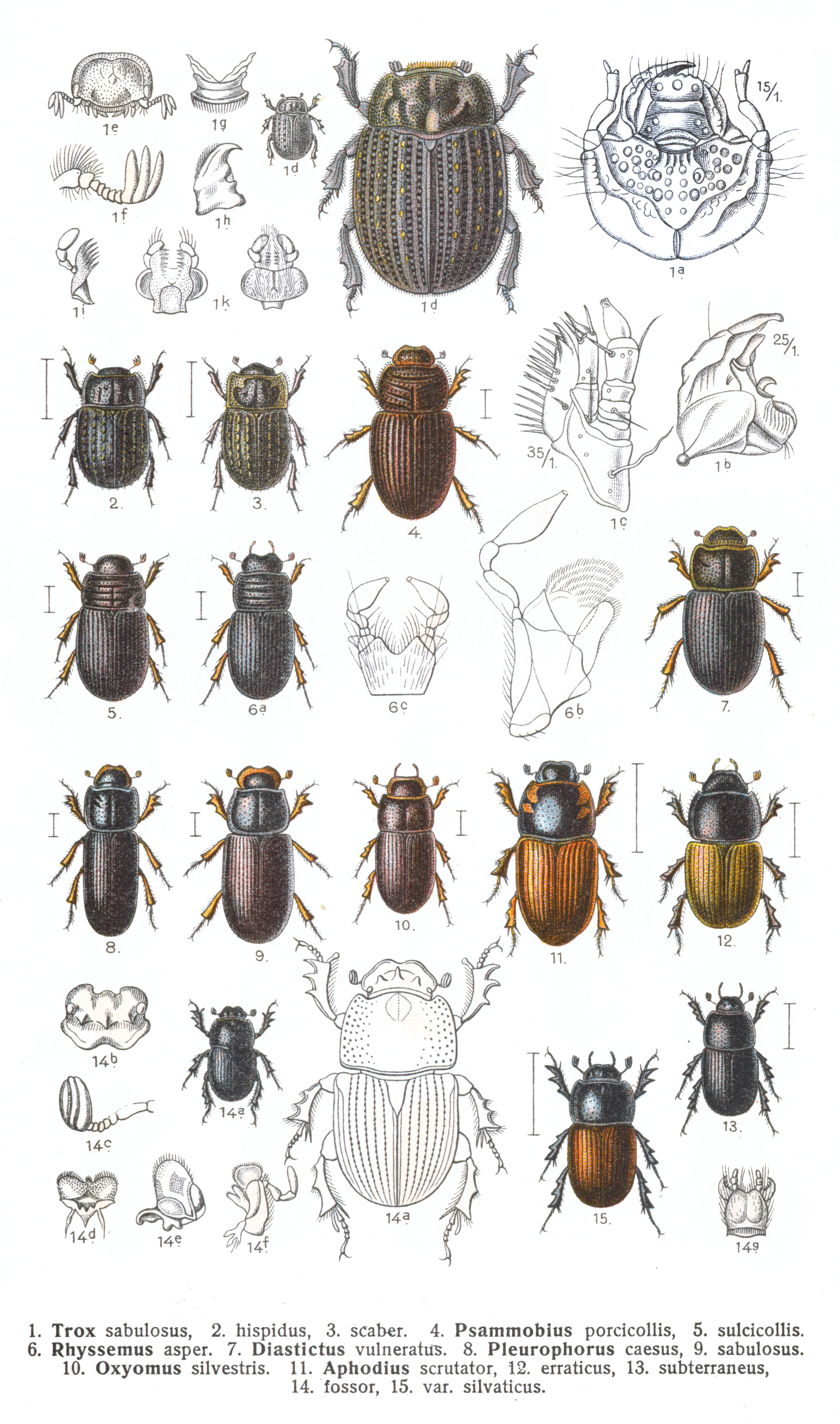